# Onthophagus villanuevai
Onthophagus villanuevai är en skalbaggsart som beskrevs av Juan A. Delgado och Deloya 1990. Onthophagus villanuevai ingår i släktet Onthophagus och familjen bladhorningar. Inga underarter finns listade i Catalogue of Life.